# Не журись! (театр)
Естрадний театр «Не журись!» (театр-кабаре «Не журись!», театр-студія «Не журись!») створений у Львові у червні 1988 року.

## Творча діяльність
Найбільшої популярності театр зажив протягом 1988–1991 років. Тоді він створив цілу низку музично-театралізованих вистав, у яких гостро висміював тогочасну комуністичну владу. Також театр представляв глядачам заборонені тоді пісні українських січових стрільців, вояків УПА.
Творцями театру були Андрій Панчишин, Юрій Винничук та Віктор Морозов. Останній став мистецьким керівником театру. Режисерами вистав були Софія Кохмат, Володимир Кучинський, Сергій Проскурня, Василь Образ. Художники театру — Володимир Кауфман, Юрій Кох. Директор на громадських засадах — Остап Федоришин.
Естрадний театр ймовірно першим публічно виконав у радянські часи пісню «Ще не вмерла Україна», яка згодом стала державним гімном незалежної України. Патріотичну пісню учасники трупи виконали 5 жовтня 1989 року в концертній залі Львівської філармонії під час вистави «Повіяв вітер степовий».
Музичні фонограми найвідоміших вистав театру були награні у львівській «Студії Лева» і видані на тасьмах в Україні та Канаді (фірма «Кобза»). На основі пісень театру також створено декілька музичних телевізійних фільмів — «Не журись!» (Київ, 1989), «Ось така історія» (Львів, 1989) та багато розважальних телепрограм.
До першого складу театру (вистава «Від вуха до вуха») входили Василь Жданкін, Стефко Оробець, Юрій Саєнко, Остап Федоришин, Тарас Чубай. 1988 року до складу виконавців долучився письменник і автор пісень Костянтин Москалець. В інших виставах брали участь десятки різних виконавців, зокрема Богдан Стельмах, Олег Лихач, Богдан Рибка, Орест Хома, Тризубий Стас (Станіслав Щербатих), Олесь Драч, Тетяна Каспрук, Богдан Генгало, Леся Бонковська, Марічка Бурмака, Леся Соболевська, Зенко Филипчук, Ігор Крут, Роман Микитюк, Тарас Кулай, Володимир Гранатир, Петро Рачинський, Степан Смола, Богдан Лоза.

## Вистави театру
- «Від вуха до вуха» (1988)
- «Вертеп» (1988)
- «І мертвим, і живим, і ненарожденним» (1988)
- «Картотека пана Базя» (1988)
- «Повіяв вітер степовий» (1989)
- «Пісні з-за ґрат» (1990)
- «Золота лихоманка»(1992)